# Танкян, Серж
Серж Танкя́н (англ. Serj Tankian, з.-арм. Սերժ Թանգեան; род. 21 августа 1967, Бейрут, Ливан) — американский рок-музыкант армянского происхождения, автор песен, вокалист, клавишник, иногда ритм-гитарист ню-метал-группы System of a Down.

## Биография
Серж Танкян родился 21 августа 1967 года в Ливане. В возрасте 8 лет вместе с родителями и младшим братом Севаком переехал в Лос-Анджелес, где начал заниматься музыкой в армянской школе «Rose & Alex Philibosi», одновременно изучая маркетинг.
В Лос-Анджелесе он примкнул к большому армянскому сообществу. У него есть собственный лейбл Serjical Strike Records, а кроме того он опубликовал свою книгу стихов «Cool Gardens». Серж оплачивал первые издания книги за счёт своей небольшой фирмы по производству программного обеспечения Ultimate Solutions.
В 1993 году Танкян познакомился с Дароном Малакяном, вместе они организовали группу System of a Down, в состав которой вошёл также барабанщик Энди (Андраник) Хачатурян, который позже из-за разногласий покинул группу. Впоследствии Танкян и Малакян познакомились с Шаво Одаджяном, который на тот момент работал в банке и учился в той же музыкальной школе, что и Танкян. Временно он стал их менеджером, но позже бросил работу и стал бас-гитаристом. Таким образом произошло создание группы System of a Down, в состав которой вошёл также барабанщик Джон Долмаян.
Серж Танкян выступал на концерте Game of Thrones Live Concert Experience, состоявшемся в Лос-Анджелесе 25 марта 2017 года. Он спел «Дожди в Кастамере» — песню из мира «Песни льда и огня», повествующую о восстании дома Рейнов из Кастамере против своих сюзеренов Ланнистеров. Его исполнение песни также вошло в саундтрек к восьмому сезону «Игры престолов» в 2019 году.
Сольным проектом Сержа Танкяна стал его дебютный альбом Elect The Dead, вышедший 23 октября 2007 года и состоящий как из старых песен, по тем или иным причинам не вошедших в репертуар System Of A Down, так и совершенно нового материала. На концертный тур в поддержку своего альбома Танкян собрал состав, который назывался Serj Tankian And The F.C.C. Тур в поддержку альбома начался 12 октября 2007 года в Чикаго.
Серж Танкян принимал участие в записи альбома Profanation группы Билла Ласвелла Praxis, вышедшего в 2008 году.
26 ноября 2009 года в прямом эфире армянского телевидения Серж со своим отцом Хачатуром Танкяном исполнили на армянском языке песню Алексея Экимяна.
В начале 2010 года Танкян выпустил первую песню под симфонический оркестр. Дебютом стала песня «Empty Walls», являющаяся флагманом в его альбоме Elect the Dead.
9 марта 2010 года Танкян выпустил альбом с симфоническим оркестром.
В конце февраля 2011 года Серж Танкян выпустил мюзикл про Прометея. 21 сентября 2010 вышел его новый альбом Imperfect Harmonies. Музыкант позже выпустил EP Imperfect Remixes (2011 год), представляющий собой коллекцию ремиксов песен с альбома Imperfect Harmonies.
12 августа 2011 года Танкян, перед его очередным концертом в Ереване, был награждён медалью премьер-министра Армении за вклад в признание Геноцида армян и за продвижения армянской музыки.
10 июля 2012 года Танкян выпустил альбом Harakiri, который он сам описал в интервью как «обычный рок-альбом, который сильно схож с творчеством System of a Down».
В начале 2013 года Танкян объявил о своём сотрудничестве с хип-хоп исполнителем Tech N9ne и намерении принять участие в записи его альбома Something Else.
Компания Taylor выпустила именную гитару Serj Tankian Signature Model T5 (STSM-T5) с эмблемой его талисмана, который он нашёл во время турне с System of a Down по Европе.
В 2017 году вместе с солисткой группы IOWA Екатериной Иванчиковой Серж Танкян снялся в клипе на песню «Прекрасное утро, чтобы умереть» (A Fine Morning To Die), которая стала саундтреком фильма «Легенда о Коловрате».
Является членом консультативного совета центра креативных технологий «Тумо».
5 февраля 2021 года Серж Танкян выпустил песню «Elasticity» — сингл с одноимённого мини-альбома, который вышел 19 марта 2021 года.

## Личная жизнь
В одном из интервью для британской газеты The Times Серж признался, что любимый жанр кинематографа — фильмы ужасов, а самым любимым фильмом назвал величайший, по его мнению, фильм ужасов всех времён — «Омен».
Серж Танкян — не употреблял мясо с 1997 года, а так же придерживался пескетарианства вплоть до 2023 года, о чем рассказал на канале Mythical Kitchen . В интервью с PETA он сказал, что изменение образа его жизни было связано с «поеданием разнообразного съедобного дерьма во время гастролей», а также он отметил, что это было «несколько инстинктивно». Кроме того, он также чувствует потребность в уважении к «матери-земле».
В июле 2009 года Танкян подписал петицию РЕТА против методов забоя кур в бойнях KFC.
9 июня 2012 года в Эчмиадзине состоялась свадьба Сержа Танкяна с Анджелой Мадатян. У пары есть сын.

## Общественная деятельность
По сообщению Blabbermouth, Серж Танкян начал кампанию, в ходе которой обратился к властям США с требованием признать геноцид армян в Османской империи в 1915 году. Инициатива лидера System of a Down была приурочена ко дню памяти жертв геноцида армян Axis of Justice.
Одной из составляющих кампании стал видеоролик, в котором Танкян и его единомышленники (в том числе конгрессмен Адам Шиф) призвали президента США Барака Обаму официально признать геноцид армян во время событий 1915 года. Также Танкян призвал зрителей видео дозваниваться в Белый дом и просить Обаму «положить конец международному признанию невиновности Турции в массовых убийствах армян» в первой четверти XX века.
В своём видеообращении Танкян заявил, что «Барак Обама является единственным президентом Америки, который действительно может поспособствовать тому, чтобы США и мировое сообщество оказали сопротивление повсеместной бесчеловечности». Режиссёром 4-минутного клипа выступил Ара Союджян, который сотрудничал с Танкяном и ранее — он снял для певца клип на композицию «Money».
Танкян написал большую статью, в которой рассказал историю геноцида армянского народа и объяснил, почему его так сильно беспокоит эта тема — его бабушки и дедушки были жестоко убиты. В рамках кампании группа Axis of Justice выступила на лос-анджелесской радиостанции 90.7 KPFK.
Во время четырёхдневной апрельской войны в поддержку жителей Нагорного Карабаха Танкян записал политическую фолк-песню Artsakh, протестуя против азербайджанской агрессии.

### Открытое письмо Сержа Танкяна Сержу Саргсяну
В феврале 2013 года Танкян обратился с открытым письмом к президенту Армении Сержу Саргсяну, в котором, в частности, написал:
Поздравляю Вас с победой. Победа означает большинство голосов на выборах, конечно, при наличии демократии. Основываясь на зарегистрированных многочисленными НПО фальсификациях, вне зависимости от доклада ОБСЕ, кажется, что даже для Вас, невозможно установить наверняка — получили ли Вы большинство голосов избирателей или нет. Забавно получается, правда? Вы — президент Армении, в глубине души до конца не уверены в том, что являетесь избранным народом руководителем…
19 апреля 2015 года в московском кинотеатре «Пять звёзд» при поддержке посольства республики Армения в Российской Федерации прошла закрытая премьера фильма режиссёров Карина Ованнисяна и Алека Мухибяна под названием «1915». Это событие было приурочено к столетию со дня геноцида армян. На нём лично присутствовали Карин Ованнисян и Серж Танкян, принявший участие в фильме как композитор.

## Дискография

### В составеSystem of a Down
- 1998: System of a Down
- 2001: Toxicity
- 2002: Steal This Album!
- 2005: Mezmerize
- 2005: Hypnotize

### В составеAxis of Justice
- 2004: Concert Series Volume 1

### В составе Jazz-Iz-Christ
- 2013: Jazz-Iz-Christ

## Сольное творчество

### Студийные альбомы
- 2007: Elect the Dead
- 2010: Imperfect Harmonies
- 2012: Harakiri
- 2012: Orca[18]
- 2021: Cinematique Series: Violent Violins
- 2021: Cinematique Series: Illuminate

### Саундтрек-альбомы
- 2016: 1915
- 2016: The Last Inhabitant
- 2017: Intent to Destroy
- 2017: Furious
- 2018: Spitak
- 2019: Midnight Star
- 2021: Truth to Power
- 2021: I Am Not Alone
- 2022: Madoff: The Monster of Wall Street

### Промо-альбомы
- 2005: Sampler
- 2008: Selected Music Scores
- 2012: California Nightmare

### Совместные альбомы
- 2003: Serart (совместно с Арто Тунчбояджян)
- 2020: Fuktronic (совместно с Джимми Юрином)

### Концертные альбомы
- 2010: Elect The Dead Symphony
- 2013: Orca Symphony No. 1 (совместно с Das Karussell и Werner Steinmetz)
- 2021: Live in Edmonton
- 2022: Live at Leeds

### Мини-альбомы
- 2008: Lie Lie Live
- 2011: Imperfect Remixes
- 2021: Elasticity
- 2022: Perplex Cities
- 2024: Foundations

### Синглы
- 2007: The Unthinking Majority
- 2007: Empty Walls
- 2007: Lie Lie Lie
- 2008: Sky Is Over
- 2008: Honking Antelope
- 2009: Fears
- 2010: The Charade
- 2010: Bird’s Eye (совместно с Marc Streitenfeld и Mike Patton)
- 2010: Left Of Center
- 2010: Borders Are…
- 2010: Reconstructive Demonstrations
- 2010: Yes, It’s Genocide
- 2011: Goodbye — Gate 21
- 2011: Deserving?
- 2011: The Hunger (совместно с Shirley Manson)
- 2012: Figure It Out
- 2012: Cornucopia
- 2012: Harakiri
- 2014: Hali (совместно с Pedro Meirelles и Eugene Hütz)
- 2016: Artsakh
- 2016: Aurora’s Dream (feat. Veronika Stalder)
- 2017: Industrialized Overload
- 2020: Hayastane
- 2021: Elasticity
- 2021: Disarming Time: A Modern Piano Concerto
- 2022: Amber
- 2024: A.F. Day

## Видеография
| Год  | Название песни                                    | Режиссёр                                                | Альбом                    |
| ---- | ------------------------------------------------- | ------------------------------------------------------- | ------------------------- |
| 2007 | «The Unthinking Majority»                         | Tawd Dorenfeld                                          | Elect the Dead            |
| 2007 | «Empty Walls»                                     | Tony Petrossian                                         | Elect the Dead            |
| 2007 | «Saving Us»                                       | Kevin Estrada                                           | Elect the Dead            |
| 2007 | «Feed Us»                                         | Sevag Vrej                                              | Elect the Dead            |
| 2007 | «Lie Lie Lie»                                     | Martha Colburn                                          | Elect the Dead            |
| 2007 | «Honking Antelope»                                | Roger Kupelian                                          | Elect the Dead            |
| 2007 | «Elect the Dead»                                  | Garine Torossian                                        | Elect the Dead            |
| 2007 | «Baby»                                            | Isaac «Eye-Sack» Flores & George Tonikian               | Elect the Dead            |
| 2007 | «Sky Is Over»                                     | Tony Petrossian                                         | Elect the Dead            |
| 2007 | «Beethoven’s Cunt»                                | Adam Egypt Mortimer                                     | Elect the Dead            |
| 2007 | «Money»                                           | Ara Soudjian                                            | Elect the Dead            |
| 2007 | «Praise the Lord and Pass the Ammunition»         | Greg Watermann                                          | Elect the Dead            |
| 2008 | «Sky is Over» (alt. video)                        | Jose Rivera                                             | Elect the Dead            |
| 2010 | «Left of Center»                                  | Tawd Dorenfeld                                          | Imperfect Harmonies       |
| 2011 | «Reconstructive Demonstrations»                   | Roger Kupelian                                          | Imperfect Harmonies       |
| 2011 | «Goodbye — Gate 21 (Rock Remix)»                  | Ara Soudjian & George Tonikian.                         | Imperfect Harmonies       |
| 2012 | «Figure It Out»                                   | Ara Soudjian                                            | Harakiri                  |
| 2012 | «Harakiri»                                        |                                                         | Harakiri                  |
| 2012 | «Occupied Tears»                                  | Eric Nazarian                                           | Harakiri                  |
| 2012 | «Uneducated Democracy»                            | Narek Minasyan, Levon Baghdasryan & Nareh Hovhannissyan | Harakiri                  |
| 2013 | «Act I — Victorious Orcinus»                      | Aaron Faulls                                            | Orca                      |
| 2013 | «Act II — Oceanic Subterfuge»                     | Aaron Faulls                                            | Orca                      |
| 2013 | «Yerevan to Paris»                                | Jon Del Sesto                                           | Jazz-iz-Christ            |
| 2017 | A Fine Morning To Die (OST «Легенда о Коловрате») |                                                         | OST «Легенда о Коловрате» |

## Книги
- Cool Gardens, 2002
- Glaring Through Oblivion, 2011